# Vellevans
Vellevans és un municipi francès situat al departament del Doubs i a la regió de Borgonya - Franc Comtat. L'any 2007 tenia 194 habitants.

## Demografia

### Població
El 2007 la població de fet de Vellevans era de 194 persones. Hi havia 80 famílies de les quals 20 eren unipersonals (8 homes vivint sols i 12 dones vivint soles), 28 parelles sense fills, 24 parelles amb fills i 8 famílies monoparentals amb fills.
La població ha evolucionat segons el següent gràfic:
Habitants censats

### Habitatges
El 2007 hi havia 97 habitatges, 79 eren l'habitatge principal de la família, 9 eren segones residències i 9 estaven desocupats. 93 eren cases i 4 eren apartaments. Dels 79 habitatges principals, 65 estaven ocupats pels seus propietaris, 12 estaven llogats i ocupats pels llogaters i 2 estaven cedits a títol gratuït; 6 tenien dues cambres, 6 en tenien tres, 10 en tenien quatre i 57 en tenien cinc o més. 64 habitatges disposaven pel capbaix d'una plaça de pàrquing. A 40 habitatges hi havia un automòbil i a 35 n'hi havia dos o més.

### Piràmide de població
La piràmide de població per edats i sexe el 2009 era:
| Homes | Edats   | Dones |
| ----- | ------- | ----- |
| 0     | 95 o +  | 0     |
| 0     | 90 a 94 | 0     |
| 0     | 85 a 89 | 0     |
| 0     | 80 a 84 | 0     |
| 4     | 75 a 79 | 0     |
| 16    | 70 a 74 | 20    |
| 8     | 65 a 69 | 4     |
| 8     | 60 a 64 | 4     |
| 12    | 55 a 59 | 12    |
| 0     | 50 a 54 | 4     |
| 4     | 45 a 49 | 0     |
| 8     | 40 a 44 | 12    |
| 16    | 35 a 39 | 4     |
| 0     | 30 a 34 | 12    |
| 4     | 25 a 29 | 8     |
| 4     | 20 a 24 | 4     |
| 0     | 15 a 19 | 8     |
| 0     | 10 a 14 | 8     |
| 12    | 5 a 9   | 8     |
| 12    | 0 a 4   | 8     |

## Economia
El 2007 la població en edat de treballar era de 111 persones, 79 eren actives i 32 eren inactives. De les 79 persones actives 74 estaven ocupades (42 homes i 32 dones) i 5 estaven aturades (3 homes i 2 dones). De les 32 persones inactives 13 estaven jubilades, 8 estaven estudiant i 11 estaven classificades com a «altres inactius».

### Ingressos
El 2009 a Vellevans hi havia 83 unitats fiscals que integraven 196 persones, la mediana anual d'ingressos fiscals per persona era de 13.724 €.

### Activitats econòmiques
Dels 4 establiments que hi havia el 2007, 1 era d'una empresa de fabricació d'altres productes industrials, 1 d'una empresa de construcció, 1 d'una empresa de comerç i reparació d'automòbils i 1 d'una empresa financera.
L'únic servei als particulars que hi havia el 2009 era una fusteria.
L'any 2000 a Vellevans hi havia 7 explotacions agrícoles que ocupaven un total de 272 hectàrees.

## Poblacions més properes
El següent diagrama mostra les poblacions més properes.